# На дну (филм)
На дну (The Lower Depths) (јап. どん底 ;романизовано: Donzoko) је јапански филм из 1957. који је режирао Акира Куросава. Филм је заснован на истоименој причи Максима Горког.